# La Piste de Bobsleigh des Pellerins
La Piste de Bobsleigh des Pellerins är en bobbana i Chamonix. Här hölls bobåkning vid de olympiska vinterspelen 1924.